# شعب ديغو
الديغو (واديغو باللغة السواحلية) هي مجموعة عرقية ولغوية من البانتو يتمركزون بالقرب من ساحل المحيط الهندي بين مومباسا في جنوب كينيا وشمال تانجا في تنزانيا. في عام 1994، قُدِّر إجمالي عدد سكان الديغو بنحو 305000 نسمة، منهم 217000 من الديغو العرقيين يعيشون في كينيا و88000 (تقديرات عام 1987) في تنزانيا. يتحدث شعب الديغو، وهم جميعهم تقريبًا من المسلمين، لغة الديغو، التي يطلق عليها المتحدثون بها تشيديغو، وهي لغة بانتوية.